# Rostislav Vovkushevski
Rostislav Ivanovich Vovkushevski (en ruso: Ростислав Иванович Вовкушевский, 22 de marzo de 1917, Polotsk, Imperio Ruso — 14 de agosto de 2000, San Petersburgo, Rusia) fue un artista soviético, miembro de la Unión de Artistas de Leningrado, uno de los representantes de la Escuela de Pintura de Leningrado.

## Biografía
Rostislav Ivanovich Vovkushevski nació el 22 de marzo de 1917 en Polotsk, Imperio Ruso en una familia de ingenieros de ferrocarriles. Estudió en el Instituto Repin (1936-1949). Sus maestros fueron Pavel Shillingovsky, Ivan Bilibin, Konstantin Rudakov, Leonid Ovsannikov. Realizó exposiciones desde 1949. Pintó mayormente retratos, paisajes, naturalezas muertas, escenas de género, trabajó como pintor de caballete y monumental. Fue un miembro de la Unión de Artistas de Leningrado desde 1949.
Sus pinturas de avanzada, de 1960 a 1970, lo hacen un reconocido maestro de la pintura soviético moderna. Su estilo personal se desarrolló bajo la fuerte impresión de que se remontan a 1930, con las obras de artistas franceses Claude Monet, Pierre Bonnard,  André Derain, amor que conservaría por la vida. 
Su exposición personal fue en San Petersburgo en 1995. Fye muy famoso por sus pinturas decorativas de las naturalezas muertas y retratos. Entre 1949 a 1959, Vovkushevsky dio clases de pintura y dibujo en la Escuela de Leningrado Superior de Arte Industrial Vera Mukhina.
Vovkushevsky murió el 14 de agosto de 2000 en San Petersburgo. Sus obras se conservan en el Museo Ruso, y otros museos y colecciones privadas en Rusia, Estados Unidos, Francia, Italia, Finlandia, Inglaterra, Japón, y otros países.